# Premio sueco al libro fotográfico
El premio sueco al libro fotográfico lo concede con carácter anual la Sociedad Sueca de Fotografía desde 1996.
Los fotógrafos premiados han sido:
- 1996 : Anders Petersen
- 1997 : Lars Sundh
- 1998 : Jan Henrik Engström
- 1999 : Kent Klich
- 2000 : Per Skoglund
- 2001 : Ewa Stackelberg
- 2002 : Bertil Quirin
- 2003 : Anders Krisár
- 2004 : Nina Korhonen
- 2005 : Lennart af Petersens y Åke Hedström
- 2006 : Anna Clarén
- 2007 : Sune Jonsson
- 2008 : Trinidad Carillo
- 2009 : Kent Klich
- 2010 : Hannah Modigh
- 2011 : Maria Miesenberger
- 2012 : Inka Lindergård y Niclas Holmström
- 2013 : Björn Larsson
- 2014 : Anna Strand
- 2016 : Martina Hoogland Ivanow
- 2017 : Kalle Assbring
- 2018 : Jenny Rova
- 2019 : Mikael Jansson
- 2020 : Maja Daniels